# Cirrhoscyllium
Il Cirrhoscyllium H. M. Smith & Radcliffe, 1913 è un genere di squali tappeto della famiglia Parascylliidae.
Le specie del genere Cirrhoscyllium hanno sbarre di gola che si ritiene agiscano come organo sensoriale tattile, rilevando movimenti o cambiamenti nel flusso d'acqua.

## Specie
Al 2014 il genere annovera le seguenti tre specie:
- Cirrhoscyllium expolitum H. M. Smith & Radcliffe, 1913
- Cirrhoscyllium formosanum Teng, 1959
- Cirrhoscyllium japonicum Kamohara, 1943